# Língua neo

Logo do idioma neo

Neo é uma língua auxiliar internacional criada por Arturo Alfandari, um diplomata belga de ascendência italiana. 
Combina recursos do esperanto, ido, novial e volapuque. Sua base de raiz está intimamente relacionada à do francês, com alguma influência do inglês.

## História
A versão básica do Neo foi publicada em 1937 por Arturo Alfandari. Atraiu a atenção em 1961, quando Alfandari publicou seus livros Cours Pratique de Neo e O Método Rápido de Neo. Os trabalhos incluíram gramáticas breves e completas, curso de aprendizagem de 44 palestras, traduções de obras literárias, textos científicos e técnicos, expressões idiomáticas, dicionários bidirecionais detalhados de francês e inglês. O volume total das publicações foi de 1.304 páginas, com dicionários de cerca de 75 mil palavras.
A língua combina as características do esperanto ou ido, com o mesmo objetivo: uma segunda língua simples, neutra e fácil de aprender para todos.
Neo atraiu o interesse do círculo em torno da International Language Review, um periódico para proponentes do LAI cujos editores co-fundaram os internacionais Amigos de Neo (Amikos de Neo) com Alfandari; a organização também publicou seu boletim, o Neo-bulten. Por alguns anos, parecia que Neo poderia competir seriamente com o esperanto e a interlíngua.
Com o agravamento da saúde de Alfandari, para evitar o desaparecimento de sua língua, ele fundou uma segunda organização mais séria: a Academia de Neo (Akademio de Neo), com a função de regular, nutrir e difundir a língua; mas a organização não teve muito sucesso. O progresso foi interrompido pela morte de Alfandari em 1969 e a linguagem foi quase totalmente esquecida.

## Visão geral

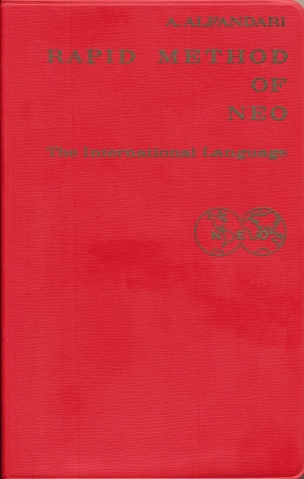
A capa do Método Rápido de Neo

Gramaticalmente, a língua é influenciada principalmente pelo esperanto e pelo ido, embora algumas características, como o plural em -s e os pronomes de aparência natural, venham de LAIs naturalistas como interlíngua e interlingue.
A forma de criação do vocabulário e a preferência por palavras curtas e monossilábicas mostram uma influência substancial do volapuque, mas, ao contrário das raízes desse último, que são frequentemente alteradas e mutiladas irreconhecivelmente, as raízes do neo são facilmente reconhecíveis como românicas.
Também é notável por sua concisão, que ultrapassa a do inglês ou de qualquer língua auxiliar internacional (LAI) do tipo a priori, o que o torna muito compacto e breve na expressão, e pela facilidade de sua gramática cuja visão geral ocupa apenas duas páginas.